# Felix Hollaender
Felix Hollaender (ur. 1 listopada 1867 w Głubczycach, zm. 29 maja 1931 w Berlinie) – niemiecki pisarz, dramaturg i reżyser berlińskiego teatru.